# Андросов, Борис Арсентьевич
Борис Арсентьевич Андросов (6 августа 1908—6 декабря 1959) — советский военно-политический деятель, участник Гражданской войны в Испании и Великой Отечественной войны, полковник.

## Биография
Родился 6 августа 1908 года в деревне Володькова Володьковской волости Белёвского уезда Тульской губернии (ныне Белёвский район Тульской области). В 1928 году вступил в ВКП(б). Работал секретарём комсомольской ячейки д. Володьковка Стодолищенского района Смоленской губернии.
С 1932 года в Рабоче-крестьянской Красной армии. В 1935 году в Красной армии и флоте был введены персональные звания и Б. А. Андросову было присвоено звание лейтенант. Окончил авиационную школу штурманов и служил штурманом в Белорусском военном округе. Участвовал в национально-революционной войне испанского народа с октября 1936 года по 1937 года был штурманом бомбардировщика СБ-2 12-й бомбардировочной группы республиканских ВВС. В 1938 году был избран депутатом Верховного Совета РСФСР I созыва от Починковского избирательного округа Смоленской области. Был делегатом XVIII съезда ВКП(б), который проходил в Москве 10—21 марта 1939 года.
Участвовал в Великой Отечественной войне с 22 июня 1941 года. Был военным комиссаром, затем заместителем командира по политической части 46-го бомбардировочного авиационного полка 77-й бомбардировочной авиационной дивизии ВВС Западного фронта. С 18 марта 1942 г. по 13 июля 1942 г. заместитель командира по политической части ВВС 34-й армии. В связи с введением в октябре 1942 года в Вооружённых силах СССР единоначалия и отменой института военных комиссаров переаттестован в подполковника в конце 1942 года. С 11 ноября 1943 г. служил заместителем командира по политической части 566-го Солнечногорского штурмового авиационного полка 277-й штурмовой авиационной дивизии. Воевал на Ленинградском фронте с 15 января по 10 октября 1944 года, затем на 3-м Белорусском фронте, принимал участие в Восточно-Прусской наступательной операции.
После окончания войны продолжал служить в Военно-воздушных силах.
В 1954 году вышел в отставку в звании полковника.
Умер 6 декабря 1959 года.

## Воинские звания
Лейтенант — 1935;
Старший лейтенант — 1937;
Старший батальонный комиссар;
Подполковник — 1942;
Полковник.

## Награды
Орден Красного Знамени (02.01.1937, 20.04.1953);
Орден Отечественной войны I степени (19.04.1944);
Орден Отечественной войны II степени (18.05.1945);
Орден Красной Звезды (16.02.1942, 24.06.1948);
Медаль «За оборону Ленинграда» (22.12.1942);
Медаль «За оборону Москвы» (01.05.1944);
Медаль «За взятие Кенигсберга» (09.06.1945);
Медаль «За боевые заслуги» (03.11.1944);
Медаль «За победу над Германией в Великой Отечественной войне 1941—1945 гг.» (09.05.1945).